# Blue Mitchell
Richard Allen Mitchell, ps. „Blue” (ur. 13 marca 1930 w Miami, zm. 21 maja 1979 w Los Angeles) – afroamerykański trębacz i kompozytor jazzowy.

Jimmy Heath: Sądzę, że „Blue” Mitchell był jednym z najbardziej melodycznych muzyków swojego pokolenia.

## Życiorys
Pochodził z Florydy. Grać na trąbce nauczył się w szkole średniej. Grał w orkiestrze szkolnej. Ze szkoły też wyniósł przydomek „Blue”. Nastoletniego trębacza zainspirował wczesny bebop i jego przedstawiciele – Dizzy Gillespie i Charlie Parker. Natomiast gra trębacza i lidera miejscowego zespołu – Dicka Smothersa wpłynęła na charakteryzujące Mitchella, liryczne brzmienie instrumentu.
Po koniec lat 40. grał w zespołach rhythmandbluesowych saksofonistów Paula Williamsa i Earla Bostica, oraz wokalisty Chucka Willisa. W 1948, podczas trasy koncertowej, poznał w Tallahassee saksofonistę Cannonballa Adderleya, który polecił go producentowi płytowemu Orrinowi Keepnewsowi. Ten przesłuchał go w Miami i zaangażował w wytwórni Riverside Records. Następnie „Blue” przeniósł się do Nowego Jorku. W 1958 nagrał z Adderleyem płytę Portrait of Cannonball oraz swój debiutancki album Big 6. W tym samym roku dołączył do kwintetu pianisty Horace’a Silvera, z którym grał i nagrywał aż do rozpadu zespołu w marcu 1964. W tym czasie bardzo rozwinął swój hard bopowy warsztat instrumentalny. Po rozwiązaniu kwintetu Silvera reaktywował go. Do współpracy zaprosił m.in. perkusistę Ala Fostera i przyszłą gwiazdę jazzu, młodego pianistę Chicka Coreę. Grupa z kilkoma zmianami personalnymi działała do 1969, nagrywając szereg płyt dla wytwórni Blue Note. U schyłku lat 60., wobec zmniejszającego się zainteresowania jazzem, został wziętym muzykiem sesyjnym, grającym pop, soul i bluesa. W latach 1969–1971 koncertował z Rayem Charlesem, a od 1971 do 1973 z brytyjskim bluesmanem Johnem Mayallem. Po przeprowadzce z Wschodniego Wybrzeża do Los Angeles grał w big-bandach Louie’ego Bellsona, Billa Holmana i Billa Berry’ego. W końcu lat 70. nagrał szereg płyt z muzyką różnorodną gatunkowo. Był głównym solistą w zespołach towarzyszących Tony’emu Bennettowi oraz Lenie Horne. Odbył dwa tournées w Japonii (drugie z Nancy Wilson w 1976). Nie zarzucił też hard bopu, występując od 1975 do 1978 z saksofonistą Haroldem Landem w zespole The Harold Land–Blue Mitchell Quintet. Jako muzyk niezależny aż do śmierci prowadził wielostronną działalność muzyczną.
Zmarł przedwcześnie w swoim domu, wskutek choroby nowotworowej. Miał 49 lat.

## Dyskografia

### Jako lider lub współlider
- 1958 Big 6 (Riverside)
- 1959 Out of the Blue (Riverside)
- 1960 Blue’s Moods (Riverside)
- 1961 Smooth as the Wind – Blue Mitchell with Strings and Brass (Riverside)
- 1962 A Sure Thing (Riverside)
- 1963 The Cup Bearer (Riverside)
- 1965 The Thing to Do (Riverside)
- 1967
  - Bring it Home to Me (Blue Note)
  - Boss Horn (Blue Note)
- 1968 Heads Up! (Blue Note)
- 1969
  - Bantu Village (Blue Note)
  - Collision in Black (Blue Note)
- 1971
  - Vital Blue (Mainstream Records)
  - Blue Mitchell (Mainstream Records)
- 1972 Blues’ Blues (Mainstream Records)
- 1977 Mapenzi – The Harold Land–Blue Mitchell Quintet (Concord Records)

### Jakosideman
Z Cannonballem Adderleyem
- 1958 Portrait of Cannonball (Riverside)

Z George’em Bensonem
- 1967 Benson Burner (Columbia)

Z Johnem Mayallem
- 1971 Jazz Rock Fusion (Polydor)
- 1972 Moving On (Polydor)
- Ten Years Are Gone (Polydor)

Z Horace’em Silverem
- 1959 Finger Poppin’ with the Horace Silver Quintet (Blue Note)
- 1962 The Tokyo Blues (Blue Note)
- 1965 Song for My Father (Blue Note)
- 2021 Blowin’ The Blues – The Horace Silver Quintet Features Blue Mitchell, Junior Cook, Gene Taylor, Roy Brooks – Live from the Newport Jazz Festival 1960 (Sounds of Yester Year)

Z różnymi wykonawcami
- 1961 A Jazz Version of Kean – The Riverside Jazz Stars featuring Blue Mitchell–Jimmy Heath–The Bobby Timmons Trio with Clark Terry and Julius Watkins (Riverside)
- 1977 True Blue – Al Cohn–Dexter Gordon–Barry Harris–Louis Hayes–Sam Jones–Blue Mitchell–Sam Noto (Xanadu Records)

Z Joe’em Zawinulem
- 1966 Money in the Pocket (Atlantic)